# Tavak víztérfogat szerinti listája
Ez a cikk a 100 km³-nél nagyobb tavak víztérfogat szerinti listája. Egy tó térfogatát általában nehéz megbecsülni: a térfogat az idők folyamán, sőt egy éven belül is sokat változhat, különösen a száraz éghajlaton elterülő sós tavak esetében. Mindezek miatt a víztérfogat-adatok tekintetében jelentős különbségek lehetnek az egyes források között. Az ebben a cikkben felhasznált adatok A víz enciklopédiájából származnak (The Water Encyclopedia, 1990,), kivéve a külön forrásmegjelöléssel ellátott újabb adatokat.

## A lista
A lista nem teljes. Összehasonlításként a Balaton víztérfogata 1,9 km³.
| Kontinens-színkód | Kontinens-színkód | Kontinens-színkód | Kontinens-színkód | Kontinens-színkód | Kontinens-színkód | Kontinens-színkód |
| ----------------- | ----------------- | ----------------- | ----------------- | ----------------- | ----------------- | ----------------- |
| Afrika            | Ázsia             | Európa            | Észak-Amerika     | Óceánia           | Dél-Amerika       | Antarktisz        |

|     | Név                | Ország                                                     | Régió                  | Víztérfogat     |
| --- | ------------------ | ---------------------------------------------------------- | ---------------------- | --------------- |
| 1.  | Bajkál             | Oroszország                                                | Szibéria               | 23 600 km³      |
| 2.  | Tanganyika         | Tanzánia, Kongói Demokratikus Köztársaság, Burundi, Zambia |                        | 18 900 km³      |
| 3.  | Felső-tó           | Amerikai Egyesült Államok, Kanada                          |                        | 11 600 km³      |
| 4.  | Michigan-Huron     | Amerikai Egyesült Államok, Kanada                          |                        | 8260 km³        |
| 5.  | Nyasza-tó (Malawi) | Malawi, Mozambik, Tanzánia                                 |                        | 7725 km³        |
| 6.  | Vosztok-tó         | Antarktisz                                                 |                        | 5400±1600 km³   |
| 7.  | Viktória           | Kenya, Tanzánia, Uganda                                    |                        | 2700 km³        |
| 8.  | Nagy-Medve-tó      | Kanada                                                     | Északnyugati területek | 2236 km³        |
| 9.  | Iszik-köl          | Kirgizisztán                                               |                        | 1730 km³        |
| 10. | Ontario-tó         | Egyesült Államok, Kanada                                   |                        | 1710 km³        |
| 11. | Nagy-Rabszolga-tó  | Kanada                                                     | Északnyugati területek | 1580 km³        |
| 12. | Aral-tó            | Kazahsztán, Üzbegisztán                                    |                        | 1020 km³ (1960) |
| 13. | Ladoga-tó          | Oroszország                                                |                        | 908 km³         |
| 14. | Titicaca-tó        | Bolívia, Peru                                              |                        | 893 km³         |
| 15. | Van                | Törökország                                                | Délkelt-Anatólia       | 607 km³         |
| 16. | Kivu-tó            | Ruanda, Kongó                                              |                        | 569 km³         |
| 17. | Erie-tó            | Egyesült Államok, Kanada                                   |                        | 545 km³         |
| 18. | Hövszgöl-tó        | Mongólia                                                   |                        | 480 km³         |
| 19. | Onyega-tó          | Oroszország                                                |                        | 295 km³         |
| 20. | Turkana-tó         | Kenya                                                      |                        | 204 km³         |
| 21. | Holt-tenger        | Jordánia, Izrael, Palesztina                               |                        | 188 km³         |
| 22. | Vänern-tó          | Svédország                                                 |                        | 180 km³         |
| 23. | Albert-tó          | Uganda                                                     |                        | 132 km³         |
| 24. | Winnipeg-tó        | Kanada                                                     |                        | 127 km³         |
| 25. | Balkas-tó          | Kazahsztán                                                 |                        | 112 km³         |
| 26. | Atapaszka-tó       | Kanada                                                     | Alberta - Saskatchewan | 110 km³         |
| 27. | Nicaragua-tó       | Nicaragua                                                  |                        | 108 km³         |

## Kontinensenként
- Afrika - Tanganyika-tó
- Antarktisz - Vosztok-tó
- Ázsia - Kaszpi-tenger
- Ausztrália és Óceánia - Eyre-tó
- Európa - Ladoga-tó
- Észak-Amerika - Felső-tó
- Dél-Amerika - Titicaca-tó (vagy a Maracaibo-tó, de ez összeköttetésben áll az óceánnal)

## Külső hivatkozások
- Bojlis horgásztavak hektár szerinti szűkítéssel
- Közép-Európai horgásztavak hektár szerinti szűkítéssel